# ガーフィールド・ショー: スレット・オブ・ザ・スペース・ラザーニャ
『ガーフィールド・ショー: スレット・オブ・ザ・スペース・ラザニヤ』(英: The Garfield Show: Threat of the Space Lasagna）は、『ガーフィールド・ショー』を元にしたゲーム。